# Soufiane Gadoum
Soufiane Gadoum (arab. سفيان كادوم, ur. 28 lipca 1988) – marokański piłkarz, grający jako defensywny pomocnik w Racingu Casablanca.

## Klub

### Początki
Zaczynał karierę w Rachadzie Bernoussi.

### Difaâ El Jadida
Następnie dołączył do Difaâ El Jadida.
W sezonie 2011/2012 (pierwszym dostępnym na stronie Transfermarkt) zagrał 16 spotkań.
W kolejnym sezonie zagrał 26 meczów, zdobył bramkę i asystę.
W sezonie 2013/2014 rozegrał 25 spotkań i miał 5 asyst.
W sezonie 2014/2015 wystąpił w 18 meczach, w których asystował czterokrotnie.

### Raja Casablanca
13 sierpnia 2015 roku dołączył do Raja Casablanca. W tym klubie debiut zaliczył 31 października 2015 roku w meczu przeciwko Maghreb Fez (3:0 dla Raja). Wszedł na boisko w 79. minucie, zastępując Yassine’a Salhiego. Łącznie wystąpił w dwóch spotkaniach.

### Ittihad Tanger
4 sierpnia 2016 roku został zawodnikiem Ittihadu Tanger. W tym klubie debiut zaliczył 27 sierpnia 2016 roku w meczu przeciwko Difaâ El Jadida (4:1 dla zespołu Gadouma). Na boisku pojawił się w 80. minucie, zastąpił Bakra El Helaliego. Łącznie zagrał 11 spotkań w lidze.

### Dalsza kariera
W latach 2017–2019 grał w klubie, który jest „nieznany” przez bazę Transfermarkt.
11 września 2019 roku dołączył do Racingu Casablanca.